# Daniel Ebenyo
Daniel Simiu Ebenyo (18 september 1995) is een Keniaanse atleet. Ebenyo is drievoudig Keniaans kampioen over de 10.000m, behaalde zilver over die afstand tijdens het WK in 2023 en liep later dat jaar de beste wereldprestatie over de 25 km.

## Titels
- Keniaans kampioen 5 000 m - 2019, 2022, 2023

## Persoonlijke records

### Indoor
| Afstand | Tijd    | Datum            | Plaats |
| ------- | ------- | ---------------- | ------ |
| 3 000 m | 7:37.86 | 12 februari 2022 | Metz   |

### Outdoor
| Afstand  | Tijd     | Datum            | Plaats  |
| -------- | -------- | ---------------- | ------- |
| 5 000 m  | 12:54.90 | 2 september 2022 | Brussel |
| 10.000 m | 26:57.80 | 8 september 2023 | Brussel |

### Weg
| Afstand        | Tijd          | Datum            | Plaats   |
| -------------- | ------------- | ---------------- | -------- |
| 10 km          | 26.58         | 9 januari 2022   | Valencia |
| halve marathon | 59.04         | 23 december 2022 | Manama   |
| 25 km          | 1:11.13 (WBP) | 17 december 2023 | Calcutta |

## Palmares

### 3 000 m
- 2022: 4e WK indoor in Belgrado - 7:42.97

### 5 000 m
- 2019:  Keniaans Kampioenschap - 13:15.92
- 2021: 16e (in series) OS in Tokio - 13:41.64
- 2022:  Keniaans Kampioenschap - 13:23.17
- 2022:  Afrikaans Kampioenschap in Mauritius - 13:38.79
- 2022: 10e WK in Eugene - 13:16.64
- 2022: 5e Memorial Van Damme - 12:54.90
- 2023:   Keniaans Kampioenschap - 13:34.25

### 10.000 m
- 2022:  Gemenebestspelen in Birmingham - 27:11.26
- 2023:  WK in Boedapest - 27:52.60
- 2023:  Memorial Van Damme - 26:57.80

### 10 km
- 2019:  10 km van Nairobi - 28.23
- 2020:  San Silvestre Vallecana - 27.41
- 2022:  10 km van Valencia - 26.58

### Halve marathon
- 2019:  halve marathon van Laayoune - 1:00.45
- 2023:  halve marathon van Istanboel - 59.52
- 2023:  WK in Riga - 59.14
- 2023:  Halve marathon van New Delhi - 59.27
- 2024:  Halve marathon van Berlijn - 59.30

### 25 km
- 2023:  25 km van Calcutta - 1:11.13

### Veldlopen
- 2023: 6e WK in Bathurst (10 km) -  30.01 ( landenklassement)